# Dorfkirche Krosigk

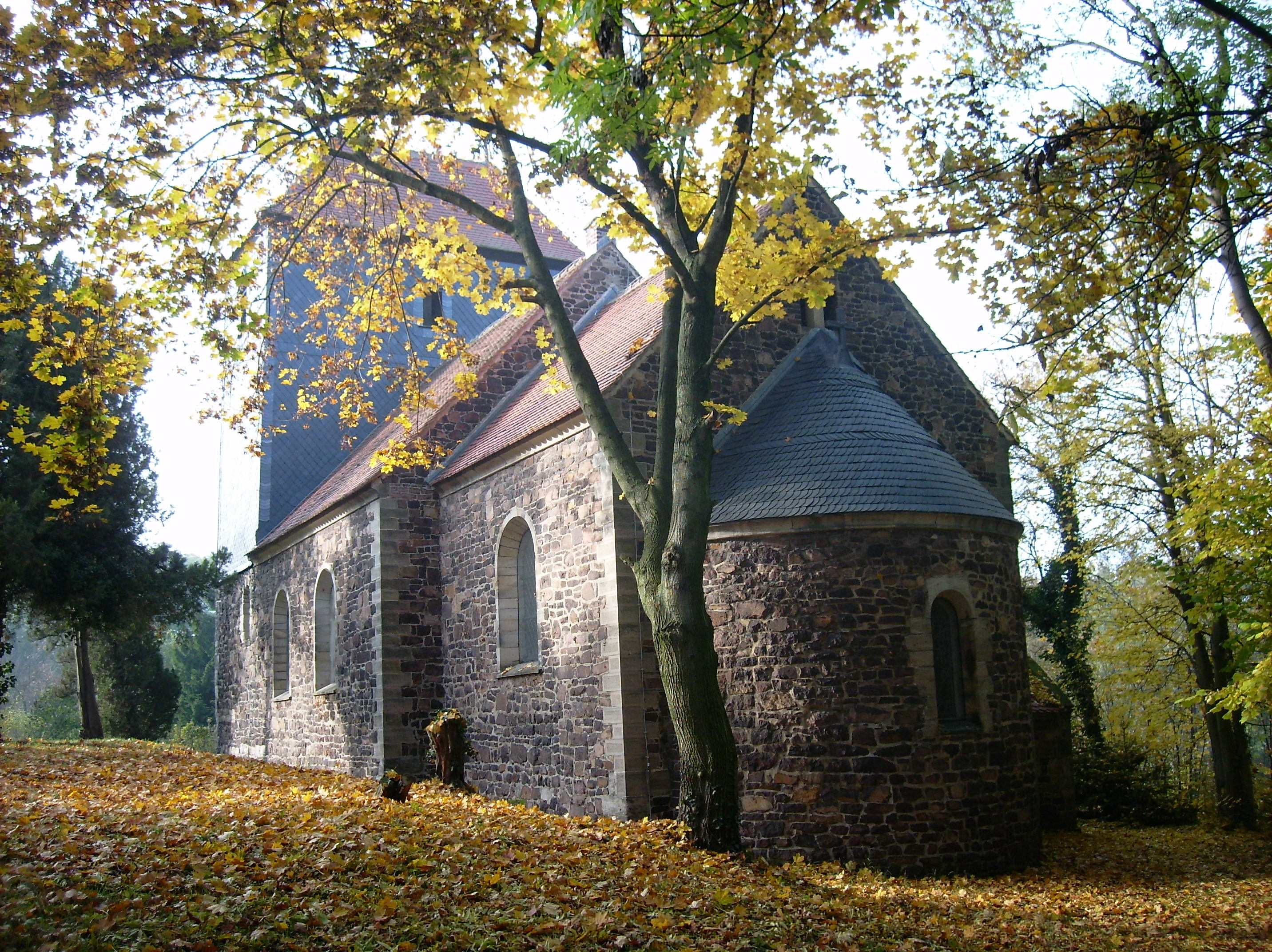
Dorfkirche Krosigk

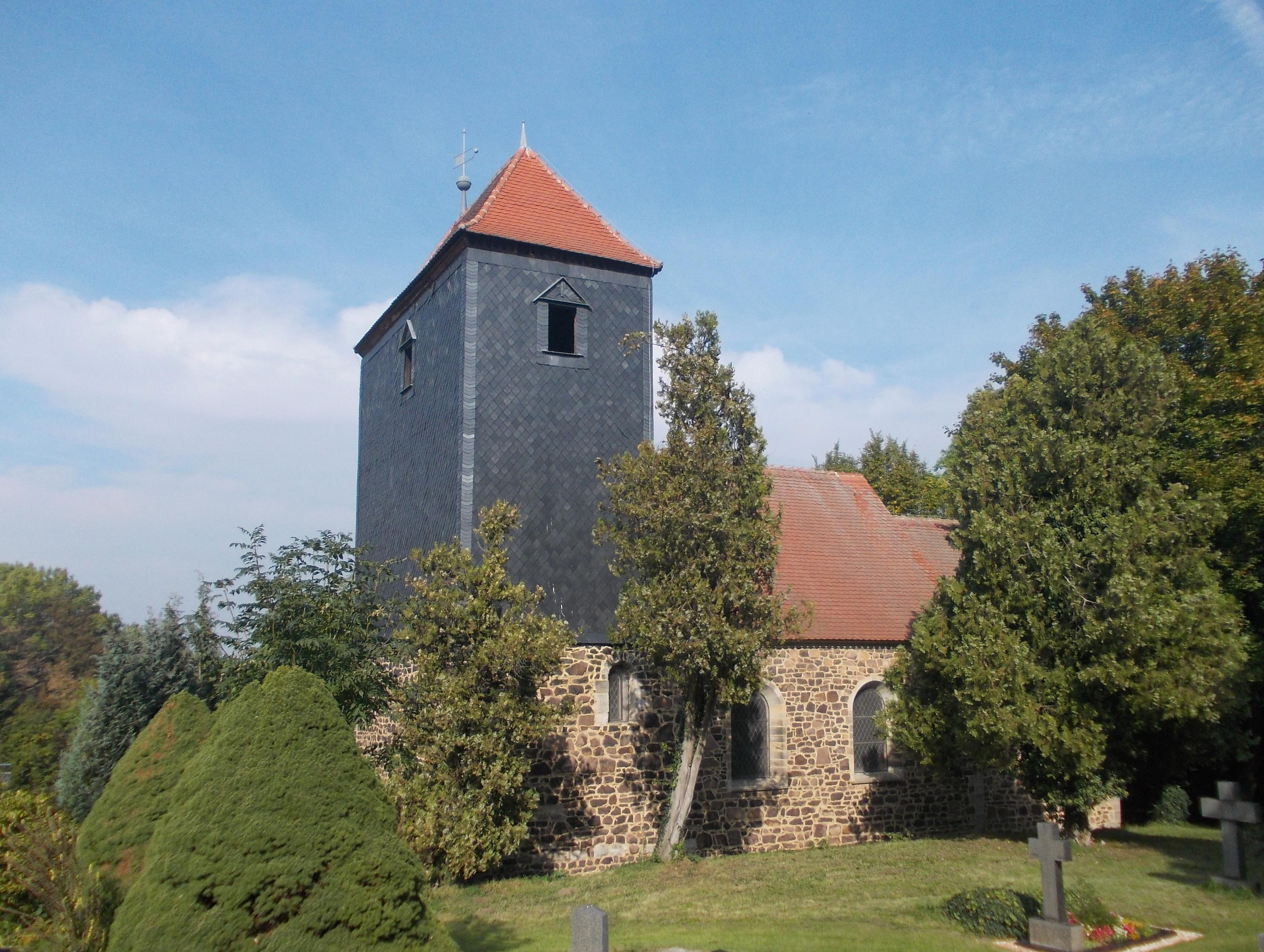
Südwestansicht

Die evangelische Dorfkirche Krosigk (auch: Unser Lieben Frauen und Heilige Drei Könige) ist eine romanische Saalkirche im Ortsteil Krosigk der Gemeinde Petersberg im Saalekreis in Sachsen-Anhalt. Sie gehört zum Pfarrbereich Ostrau im Kirchenkreis Halle-Saalkreis der Evangelischen Kirche in Mitteldeutschland (EKMD).

## Geschichte und Architektur
Die Kirche ist auf einer Anhöhe außerhalb des Dorfs erbaut. Sie besteht aus einem flachgedeckten Schiff mit eingezogenem quadratischem Chor und Apsis, den Bauteilen des Gründungsbauwerks des 12. Jahrhunderts. Das Bauwerk wurde im Jahr 1644 durch schwedische Truppen im Dreißigjährigen Krieg teilweise zerstört, im 18. und 19. Jahrhundert verfiel das Bauwerk weiter. Im Jahr 1897 wurde der Bruchsteinbau unter Verwendung der mittelalterlichen Bausubstanz neu aufgeführt, der verschieferte Fachwerkturm über dem Westteil des Schiffs stammt aus dem Jahr 1579. Auf der Nordseite ist ein romanisches Portal mit einer Rankenmaske im Tympanon erhalten; dieses Tympanon stammt vermutlich noch aus dem Jahr 1152.
Das Innere wird von einer Balkendecke abgeschlossen, an der Apsis und am Triumphbogen sind romanische Kämpfer erhalten.

## Ausstattung
Die einheitliche Ausstattung entstammt der zweiten Hälfte des 19. Jahrhunderts. Zwei Figuren eines barocken Altars aus der ersten Hälfte des 18. Jahrhunderts sind erhalten. Das Farbfenster in der Apsis mit einer Darstellung des Segnenden Christus wurde 1897 durch Wilhelm Franke geschaffen. Vier Grabsteine aus Sandstein sind vorhanden: des Rodolphus von Gorzene (Garsena) († 1296) mit einer Ritzfigur mit Schwert und Wappenschild, des Ehepaars Christoph von Trotha († 1580) und Catharina von Pflugk († 1594) mit Relieffiguren und Wappen sowie des Kindes Emerentia von Trotha († 1601). 
Eine erhaltene Glocke mit dem Ton a wurde 1353 in Halle gegossen. Sie trägt die Inschrift: „DUM TRAHOR AUDITE VOCO VOS AD SACRA ANNO MCCCLIII.“
Auf dem angrenzenden Friedhof ist eine kleine neugotische Friedhofskapelle erhalten. In der Nähe befindet sich auch der Taubenturm Krosigk.